# Papiro di Ossirinco 840
Ossirinco 840, ritrovato nel sito archeologico di Ossirinco nel 1905, è un piccolo vellum (8,8 x 7,4 cm.), con 45 linee di testo evangelico scritto in lingua greca su entrambi i lati.
La grafia è minuscola e chiara, ed il reperto è databile al III secolo, alternativamente sono state proposte datazioni al IV o, meno probabilmente, al V secolo; quasi quadrato, il frammento misura meno di 10 cm in diagonale.
Secondo alcune interpretazioni, Ossirinco 840 (prima di essere staccato) sarebbe stato parte di un libro con funzione di amuleto.

## Datazione e identificazione
Il testo fu composto nel II secolo o nella seconda metà del I secolo, probabilmente in Siria.
Sono state avanzate sue identificazioni con il Vangelo degli Ebrei e con il Vangelo di Pietro ma, data la natura frammentaria di Ossirinco 840, si tratta di ipotesi difficilmente verificabili.

## Contenuto
Il frammento inizia con la parte finale di un avvertimento ad un malvagio che non tiene in considerazione la vita dopo la morte. Segue un racconto riguardo all'incontro di Gesù con «un fariseo, un alto sacerdote» che cerca di ordinare a Gesù e ai discepoli di uscire dal Tempio in quanto impuri. Gesù risponde opponendo alla purezza rituale, ottenuta bagnandosi in acqua usata da cani e porci, come una prostituta, l'acqua che dà la vita proveniente dal cielo con il battesimo.
Gesù è chiamato "Salvatore" (Σωτήρ), cosa rara nel Nuovo Testamento ma non senza precedenti. L'autore del testo assume che le persone comuni dovessero cambiarsi d'abito per entrare nel Tempio, usanza non attestata altrove. L'autore è chiaramente ostile all'ebraismo ma, dato che lo conosce poco, il testo potrebbe non essere giudaico; è stata proposta una provenienza siriana.